# ناحية جنوب جبال بارز
ناحية جنوب جبال بارز (بالفارسية: بخش جبالبارز جنوبی) هي ناحية في مقاطعة عنبر أباد، محافظة كرمان، إيران. في تعداد عام 2006 ، كان عدد سكانها 23,912 في 4,930 عائلة. فيها مدينة واحدة هي مردهك. وثلاث أقسام ريفية هي: قسم غرمسار الريفي، قسم مردهك الريفي ، قسم نرغسان الريفي.